# Rhopalognatha molybdota
Rhopalognatha molybdota är en fjärilsart som beskrevs av Paul Dognin 1914. Rhopalognatha molybdota ingår i släktet Rhopalognatha och familjen nattflyn. Inga underarter finns listade.